# Mugina
Mugina – miasto w Rwandzie; w prowincji Południowej; 14 755 mieszkańców (2012). 
Po ataku na miasto w 1994 r. doszło do ludobójstwa, podczas którego spalono domy z kobietami i dziećmi w środku.. W sumie zginęło tysiące ludzi.